# شوليه باي دي لوار 2022
شوليه باي دي لوار 2022 هو سباق دراجات هوائية، وهو الموسم الثالث والأربعين من شوليه باي دي لوار، وأقيم في 20 مارس 2022 ضمن سباقات طواف أوروبا للدراجات 2022، وشارك فيه 115 متسابقاً ووصل إلى نهايته 97 متسابقاً.
فاز بالمركز الأول مارك ساريو، وبالمركز الثاني ايمانويل مورين، وبالمركز الثالث بيت اليجارت.

## الفرق
| فرق عالمية (3)- AG2R Citroën Team - Cofidis - Groupama-FDJ فرق برو (5)- بي آند بي هوتيلز 2022 ‏ - كيرن فارما 2022 ‏ - سبورت فلاندرين بالويس 2022 ‏ - Arkéa-Samsic - TotalEnergies فرق قارية (8)- إيفوبرو ريسينغ ‏ - Van Rysel–Roubaix ‏ - جافا كيوي أتلانتيكو 2022 ‏ - Minerva Cycling Team ‏ - Nice Métropole Côte d'Azur ‏ - سانت ميشيل-أوبير 93 2022 ‏ - سويس ريسينغ أكادمي 2022 ‏ - CIC U Nantes Atlantique ‏ فريق وطني- فريق فرنسا لركوب الدراجات للرجال 2022 ‏ |  |
| |  |

## التصنيف العام النهائي
| التصنيف العام         | التصنيف العام       | التصنيف العام | التصنيف العام               | التصنيف العام |
| العداء                | العداء              | البلد         | الفريق                      | الوقت         |
| --------------------- | ------------------- | ------------- | --------------------------- | ------------- |
| 1                     | مارك ساريو          | فرنسا         | AG2R Citroën Team           | 4 س 44 د 40 ث |
| 2                     | ايمانويل مورين      | فرنسا         | CIC U Nantes Atlantique ‏    | + 0 ث         |
| 3                     | بيت اليجارت         | بلجيكا        | Cofidis                     | + 0 ث         |
| 4                     | Jason Tesson ‏       | فرنسا         | إتش بي بي تي بي – أوبير 93 ‏ | + 0 ث         |
| 5                     | لورينزو مانزين      | فرنسا         | TotalEnergies               | + 0 ث         |
| 6                     | توماس بودات         | فرنسا         | Van Rysel–Roubaix ‏          | + 0 ث         |
| 7                     | Axel Zingle ‏        | فرنسا         | Cofidis                     | + 0 ث         |
| 8                     | Vito Braet ‏         | بلجيكا        | سبورت فلاندرين بالويس ‏      | + 0 ث         |
| 9                     | بيير باربييه (دراج) | فرنسا         | فيتال كونسبت ‏               | + 0 ث         |
| 10                    | Fabian Lienhard ‏    | سويسرا        | Groupama-FDJ                | + 0 ث         |
| مصدر: ProCyclingStats |                     |               |                             |               |

## وصلات خارجية
- الموقع الرسمي
- لمحة عن سباق شوليه باي دي لوار 2022 على موقع  ProCyclingStats   (برو  سايكلنج  ستاتس) - إحصاءات  محترفي  الدراجات.
- شوليه باي دي لوار 2022 على موقع إحصائيات الدراجات الإحترافية (الإنجليزية)